# Ржепориє
50°01′56″ пн. ш. 14°18′45″ сх. д. / 50.032222222222° пн. ш. 14.3125° сх. д.
Ржепориє (чеськ. Řeporyje — муніципальний і кадастровий район на заході Праги, столиці Чехії. Входить в адміністративний округ Прага 13. З 1974 року є частиною Праги «Прага-Ржепориє». Площа району 9,87 км². Населення 3727 осіб (2011).

## Історія
6 травня 1945 року в Ржепориє увійшла 1-а піхотна дивізія Російської визвольної армії (ком. С. К. Буняченко. Увечері 6 травня тут зупинився на нічліг командувач РВА генерал А. А. Власов. Власов і Буняченко прийняли рішення атакувати центр Праги, що зіграло важливу і позитивну роль в Празькому повстанні.
Пам'ятник РВА
У 2019 історик і депутат від Громадянської демократичної партії Павел Жачек виступив з ініціативою встановлення в Ржепориє пам'ятника бійцям Російської визвольної армії (РВА, «власовці») . Глава (староста) району від Громадянської демократичної партії, журналіст Павел Новотни (Pavel Novotný) виніс ініціативу на розгляд муніципальної ради. 10 грудня 2019 року муніципальна рада одноголосно схвалила цю ініціативу .
У квітні 2020 року за агентурними даними чеської сторони, у Прагу прибув агент неназваної російської спецслужби із завданням убити мера Праги Зденека Гржиба і старост двох районів Праги, включаючи старосту Ржепориє, за допомогою ін'єкції рицину . Обидва старости і мер Праги отримали цілодобову охорону поліції .

## Спорт

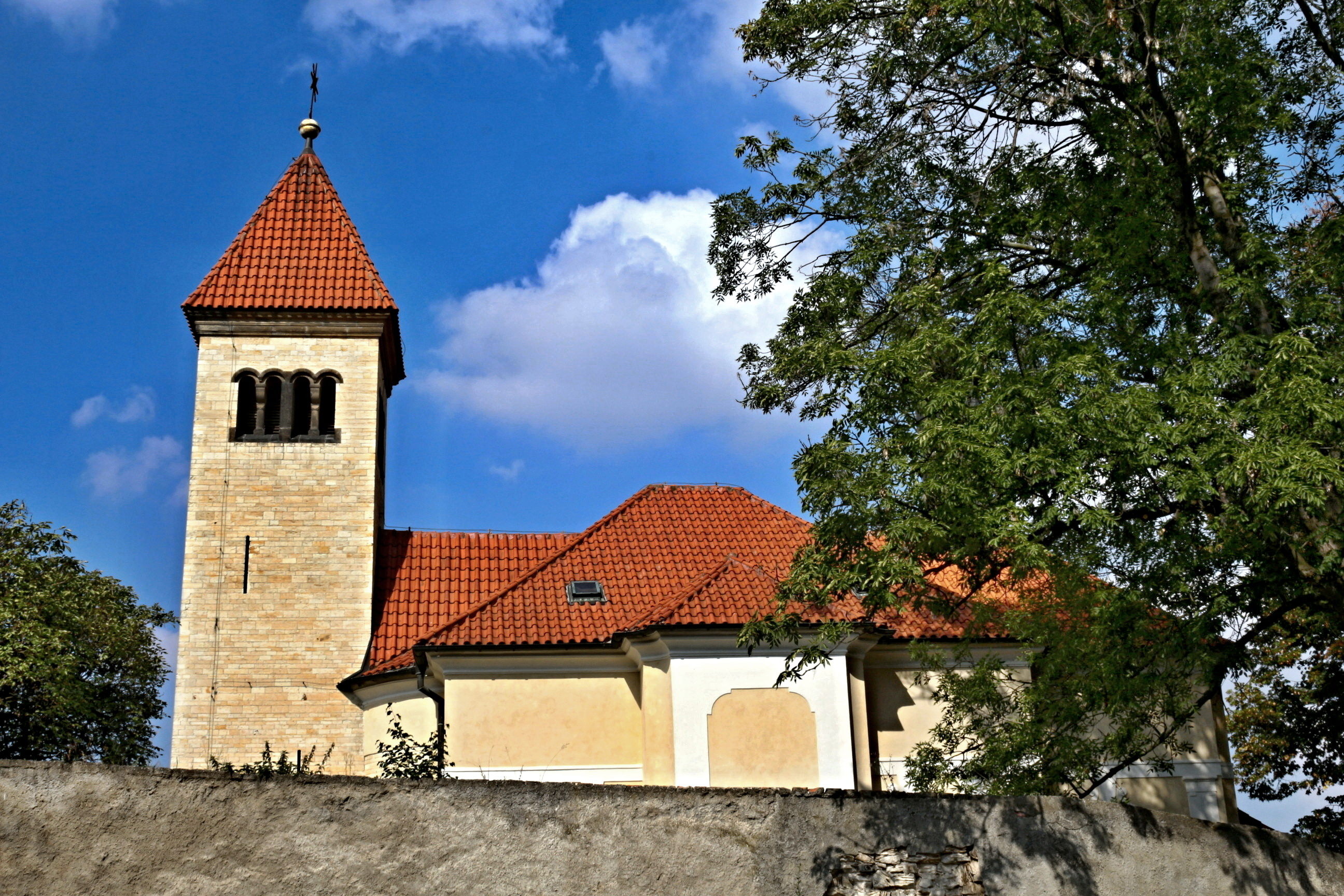
Католицька церква Петра і Павла у Ржепориє.

У 1921 році був заснований футбольний клуб FK Řeporyje. Офіційно клуб був заснований і зареєстрований як Sparta Řeporyje у вересні 1928 року. У 1965—1968 рр. був побудований сучасний стадіон. У 1996—1997 рр. стадіон був реконструйований.

## Місто-побратим
Гостомель, Україна (2023)